# Аутбридинг

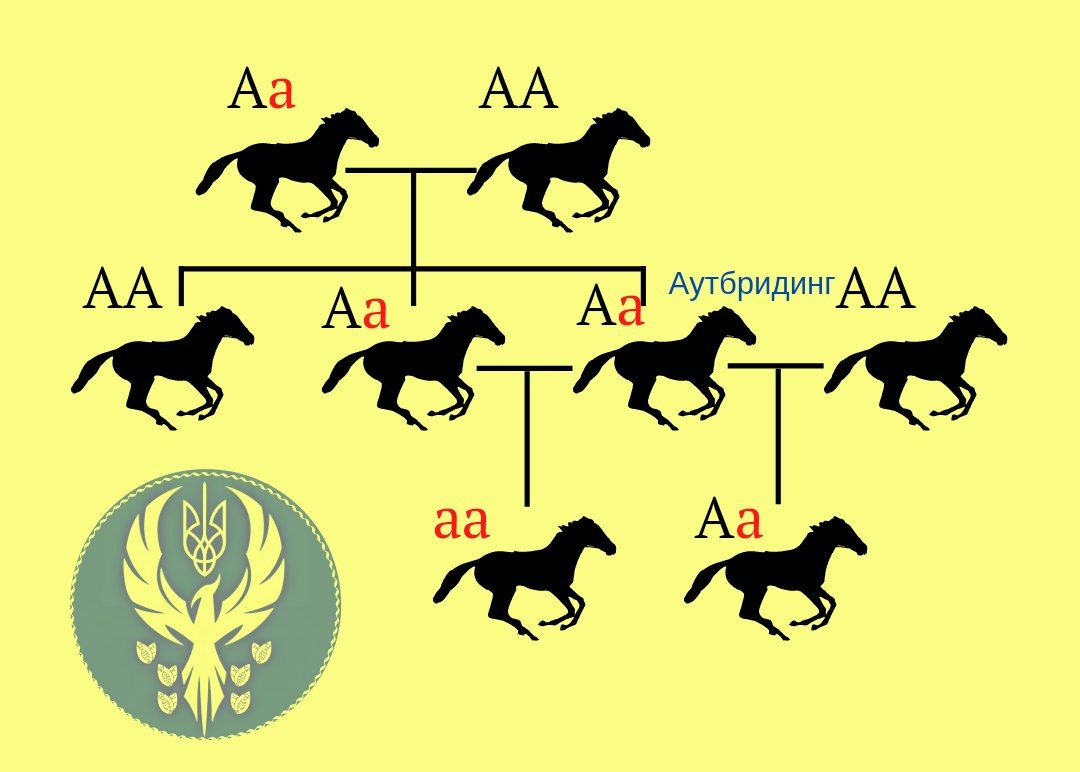
Схема аутбридингу

Аутбри́динг (англ. out — поза і breed — розводити) — схрещування не споріднених між собою тварин на противагу інбридингу (спорідненому розведенню), щоб уникнути виродження потомства, зниження його продуктивності і життєздатності.
Аутбридинг - відносно простий і надійний метод розведення, оскільки від покоління до покоління очікується отримання стабільних за продуктивністю нащадків, тобто немає рекомбінантних втрат через провалів у рівні продуктивності.
Найтиповішим прикладом є схрещування на тваринницьких фермах маток однієї породи з плідниками іншої породи (промислове схрещування), в результаті чого значно підвищується витривалість або продуктивність тварин. Його застосування було передумовою для створення в ~1850 році сучасних порід сільськогосподарських тварин з різноманітності місцевих порід, поряд з використанням таких методів розведення, як прилиття крові, поглинання та комбінування для досягнення цими породами сьогоднішнього рівня продуктивності. Поруч із початком використання чистопородного розведення стали утворюватися племінні об'єднання заводчиків, і розпочалося ведення племінних книжок, звані також «студбуки», у яких систематично описуються тварини однієї популяції.  Тому аутбридинг у практичному тваринництві називають також розведення за племінною книгою.
У невеликої кількості порід племінні книги закриті (наприклад: англійський чистокровний верховий, ісландський кінь).  Це означає, що в племінну книгу можуть бути записані ті тварини, батьки яких занесені у відповідну до виду племінну книгу.  Така екстремальна форма чистопородності не застосовується в інших видів тварин.